# Jacentów (powiat konecki)
Jacentów – wieś w Polsce, położona w województwie świętokrzyskim, w powiecie koneckim, w gminie Radoszyce.
W latach 1954–1959 wieś należała i była siedzibą władz gromady Jacentów, po jej zniesieniu w gromadzie Radoszyce. W latach 1975–1998 miejscowość administracyjnie należała do województwa kieleckiego.
Przez miejscowość przepływa niewielka rzeka Plebanka dopływ Czarnej.
Wierni Kościoła rzymskokatolickiego należą do parafii Świętych Apostołów Piotra i Pawła w Radoszycach.

## Części wsi
| SIMC    | Nazwa     | Rodzaj    |
| ------- | --------- | --------- |
| 0264532 | Sokołówka | część wsi |
| 0264549 | Zaniwy    | część wsi |

- Sokołówka obecnie część Jacentowa[7] – miejscowość opisano w wieku XIX jako folwark nad rzeką Czarną w powiecie koneckim, gminie Grodzisko, parafii Radoszyce. Folwark odległy od Końskich 17 wiorst, w roku 1880 posiadał 1 dom i 4 mieszkańców z 224 morgami ziemi. W 1827 r. było tu 4 domy i 18 mieszkańców[8].

## Historia
Pod koniec XVIII w. wieś Jacentów weszła w skład własności rodu Małachowskich, kanclerza i starosty radoszyckiego Jacka Małachowskiego. Od jego imienia pochodzi nazwa miejscowości. Wybudował on tutaj kuźnicę wodną nad rzeką Czarną. Znany poeta i historyk tamtej epoki Adam Naruszewicz, towarzysząc królowi Stanisławowi Augustowi Poniatowskiemu w podróży na Ukrainę, prowadził dziennik, w którym odnotowywał wszystkie ważniejsze wydarzenia. Pod datą 15 lipca 1787 roku Naruszewicz wymienił w swym diariuszu Jacentów, jako kuźnicę wodną o trzech kołach i topornię o jednym młocie. W późniejszych dokumentach odnotowano spalenie się zakładu, a w roku 1825 wymieniona została walcownia żelaza na rzece Czarnej.
Po śmierci Jacka Małachowskiego w 1821 roku staraniem Stanisława Staszica zakłady w Jacentowie przywrócono skarbowi państwa i podporządkowano Głównej Dyrekcji Górniczej. Depozytariuszem dóbr rządowych w latach 1833–1843 był Bank Polski. Następnie na miejscu zakładu wybudowano młyn i tartak poruszany energią wody.
Do upadku zakładów w Jacentowie oprócz czynników ekonomicznych przyczynił się prawdopodobnie, też stan techniczny zbiornika wodnego, który uległ z biegiem czasu zamuleniu. Nie tylko brakowało dostatecznej ilości wody do zasilania urządzeń fabrycznych w Jacentowie, ale również przed podobną wizją stanęły zakłady w Cieklińsku, położone w dole rzeki. W tej sytuacji Bank Polski zajmujący się przemysłem Staropolskiego Zagłębia Przemysłowego zalecił zamknięcie starego stawu w Jacentowie, a w roku 1861 przekopano groblę, unieruchamiając w ten sposób młyn i tartak.
W 1827 r. było tu 13 domów i 67 mieszkańców, a w 1880 r. 39 domów i 295 mieszkańców.